# 지노 프란체스카티
지노 프란체스카티(Zino Francescatti, 1902년 8월 9일 – 1991년 9월 17일)는 프랑스의 거장 바이올리니스트이다.
지노 프란체스카티는 마르세유의 음악가 집안에서 태어났다. 부모는 모두 바이올리니스트였다. 첼로도 연주한 그의 아버지는 카밀로 시보리를 사사했다. 지노는 3살 때부터 바이올린을 배웠고 금세 신동으로 인정받았다. 그는 5세에 연주를 시작하여 10세에 베토벤의 바이올린 협주곡을 연주하여 데뷔했다. 
그는 1931년 첫 월드 투어를 했고 1939년 존 바비롤리 경과 뉴욕 필하모닉과 함께 파가니니의 바이올린 협주곡 1번을 연주하며 미국 데뷔를 했다. 그의 협주곡 녹음은 여전히 최고 중 하나로 간주된다. 1945년 이후 30년 동안 그는 매우 인상적인 국제 경력을 쌓았다.
뛰어난 기교를 지닌 바이올리니스트인 프란체스카티는 많은 협주곡을 연주했다. 멘델스존의 바이올린 협주곡 E단조, 생상스 바이올린 협주곡 3번, 브뤼흐의 바이올린 협주곡 1번 등 그의 연주는 계속해서 사랑스럽게 기억되고 높이 평가된다.
프란체스카티는 그의 음악적 공동 작업자인 로베르 카자드쥐와 함께 베토벤 바이올린-피아노 소나타 전체 세트를 포함하여 많은 유명한 LP를 만들었다. 콘서트와 디스크 모두에서 그는 1727년 의 유명한 "Hart" Stradivarius를 연주했다. 1976년 은퇴한 그는 악기를 팔고 라 시오타에서 젊은 바이올리니스트들을 돕기 위해 지노 프란체스카티 재단을 설립했다. 1987년에는 엑상프로방스에서 그를 기리는 국제 바이올린 콩쿠르가 조직되었다. 
부슈뒤론주 라시오타에서 89세를 일기로 사망했다.